# Callistemon linearifolius
Callistemon linearifolius är en myrtenväxtart som först beskrevs av Heinrich Friedrich Link, och fick sitt nu gällande namn av Dc.. Callistemon linearifolius ingår i släktet lampborstar, och familjen myrtenväxter. Inga underarter finns listade i Catalogue of Life.

## Bildgalleri

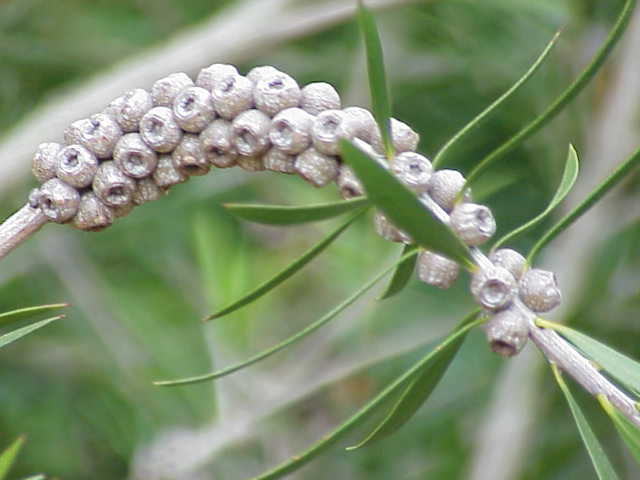
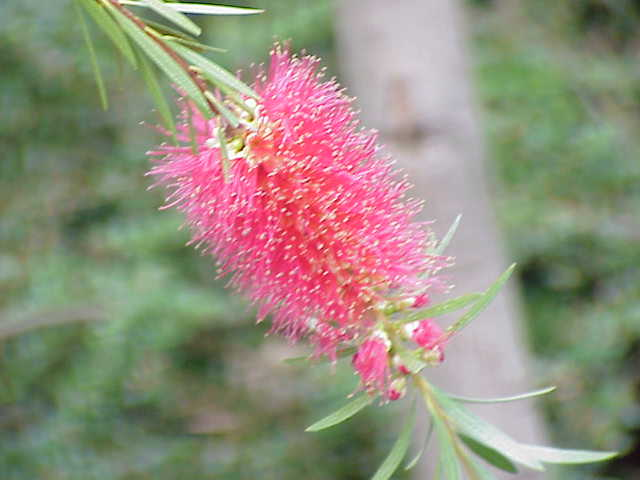